# Hsp40
Hsp40（heat shock protein 40 kDa）またはDnaJはコシャペロンのファミリーの1つである。Hsp40ファミリーは、細菌からヒトまで多岐にわたる生物種で発現している。

## 機能
分子シャペロンは、タンパク質の合成時やストレス環境下での不可逆的な凝集からタンパク質を保護する機能を果たす多様なタンパク質ファミリーである。細菌の分子シャペロンであるDnaKは、N末端のATPアーゼドメインによるATPの結合、加水分解、ADPの放出というサイクルと、C末端の基質結合ドメインによるフォールディングしていないタンパク質の隔離と放出のサイクルを共役させることで機能している酵素である。二量体として機能するGrpEはDnaKに対するコシャペロンであり、ヌクレオチド交換因子として作用してADPの放出速度を5000倍高める。DnaK自体は弱いATPアーゼであり、ATP加水分解は他のコシャペロンであるDnaJとの相互作用によって刺激される。このように、コシャペロンDnaJとGrpEはDnaKのヌクレオチド結合状態や基質結合状態を緊密に調節しており、DnaKの正常なハウスキーピング機能やストレス関連機能に必要である。
このHsp40ファミリーのタンパク質には、Jドメインと呼ばれる約70アミノ酸のコンセンサス配列が存在する。DnaJ（Hsp40）のJドメインはHsp70と相互作用し、ATPアーゼ活性の調節に関与している。
DnaJはJドメインを介したDnaKのATPアーゼ活性の刺激に加えて、フォールディングしていないポリペプチド鎖に結合して凝集を防ぐ役割も果たしている。そのため、DnaKとDnaJは同じポリペプチド鎖に結合して三者複合体を形成し、DnaJのJドメインとDnaKのATPアーゼドメインとのシスの相互作用が生じている可能性がある。フォールディングしていないポリペプチドは、まずATP結合型DnaKまたはDnaJのいずれかと結合することでシャペロンサイクルに取り込まれる。DnaKはペプチド基質の主鎖と側鎖の双方と相互作用するため、L型ペプチドのみを受け入れる結合特性を持つことが示されている。対照的に、DnaJはL型ペプチドとD型ペプチドの双方と結合することが示されており、基質の側鎖のみと相互作用すると考えられている。

## ドメイン構造
このファミリーのタンパク質には3つのドメインが存在する。N末端は上述したJドメインである。中心部にはシステインリッチドメインが存在し、CXXCXGXGモチーフ（Xは任意のアミノ酸）のリピート配列が4つ存在する。システインリッチドメイン単独では亜鉛依存的なフォールディングを行い、2つのリピートにつき1つの亜鉛が結合する。このドメインは基質結合への関与が示唆されているものの、さまざまな疎水性ペプチドとシステインリッチドメイン単独での特異的相互作用を示すエビデンスが得られているわけではない。このドメインはジスルフィドイソメラーゼ活性を示す。C末端はシャペロン機能と二量体化に関与している。